# Vattenreglering
Vattenreglering betecknar problemet att reglera vattennivån i sjöar och vattendrag, ofta i samband med att dessa används för produktion av vattenkraft.
I större reglerade vattendrag, så som älvar, finns ofta ett vattenregleringsföretag som ägs av de producenter av vattenkraft som är aktiva i respektive vattendrag.